# Liste des films soviétiques sortis en 1981
Cet article présente une liste de films produits en Union soviétique et sortis en 1981.

## 1981
Les titres en français sont en grande majorité des traductions automatiques et non les titres attribués par les distributeurs dans les pays francophones.
Pour le classement annuel, la liste des titres a été établie en se basant sur les répertoires des pages Wikipédia en russe complétées par les listes des sites «kino-teatr» et «kinopoisk» d'où le nombre important de films que l'on trouve dans les références.
Pour les titres où l'on manque de précisions, seule l'année est indiquée : année de réalisation, année de sortie ou les deux ?. Bien que cela puisse paraître superflu, 1981 est inscrit pour chacun de ces titres pour montrer que la vérification a été faite.
On remarque que, la plupart du temps, il n'y a pas de première pour les courts métrages ainsi que pour les dessins animés et les documentaires de courte durée.
| Titre                      | Titre original                                       | Date de sortie    | Réalisateur                  |
| -------------------------- | ---------------------------------------------------- | ----------------- | ---------------------------- |
| Maigret et l'Homme du banc | ru:Мегрэ и человек на скамейке (телеспектакль, 1981) | 10 septembre 1981 | Iouri Aronovitch Maliatskine |
| Raspoutine, l'agonie       | ru:Агония (фильм)                                    | 21 juillet 1981   | Elem Klimov                  |